# Raymond Ndudi
Raymond Nianga-Nzita Ndudi (* 1912 in Kilengi Mbungu, Demokratische Republik Kongo; † 25. Januar 1989) war Bischof von Boma.

## Leben
Raymond Ndudi empfing am 25. März 1940 das Sakrament der Priesterweihe für das Bistum Boma.
Am 2. Juli 1962 ernannte ihn Papst Johannes XXIII. zum Titularbischof von Mathara in Proconsulari und bestellte ihn zum Weihbischof in Boma. Der Bischof von Boma, André Jacques CICM, spendete ihm am 23. September desselben Jahres die Bischofsweihe; Mitkonsekratoren waren der Weihbischof in Léopoldville, Joseph-Albert Malula, und der Weihbischof in Matadi, Simon N’Zita Wa Ne Malanda.
Am 9. Februar 1967 ernannte ihn Paul VI. zum Bischof von Boma. Raymond Ndudi trat am 22. November 1975 als Bischof von Boma zurück. 
Raymond Ndudi nahm an allen vier Sitzungsperioden des Zweiten Vatikanischen Konzils teil.